# Runnymede Sculpture Farm
Runnymede Sculpture Farm é um parque privado de esculturas em Woodside, Califórnia. Ele exibe aproximadamente 140 peças de escultura contemporânea em 120 acres. O terreno foi comprado em 1930 por Alma Spreckels Rosekrans para os seus cavalos e em homenagem ao garanhão premiado do seu pai, Runnymede.